# Порто-до-Сон
Порто-до-Сон (гал. Porto do Son, ісп. Puerto del Son) — муніципалітет в Іспанії, у складі автономної спільноти Галісія, у провінції Ла-Корунья. Населення — 9867 осіб (2009).
Муніципалітет розташований на відстані близько 543 км на північний захід від Мадрида, 64 км на захід від Ла-Коруньї.
Муніципалітет складається з таких паррокій: Баронья, Кааманьйо, Гойянс, Міньйортос, Небра, Ноаль, Кейруга, Рібасьєйра, Муро, Шуньйо.

## Демографія
Динаміка населення (INE ):

## Галерея зображень

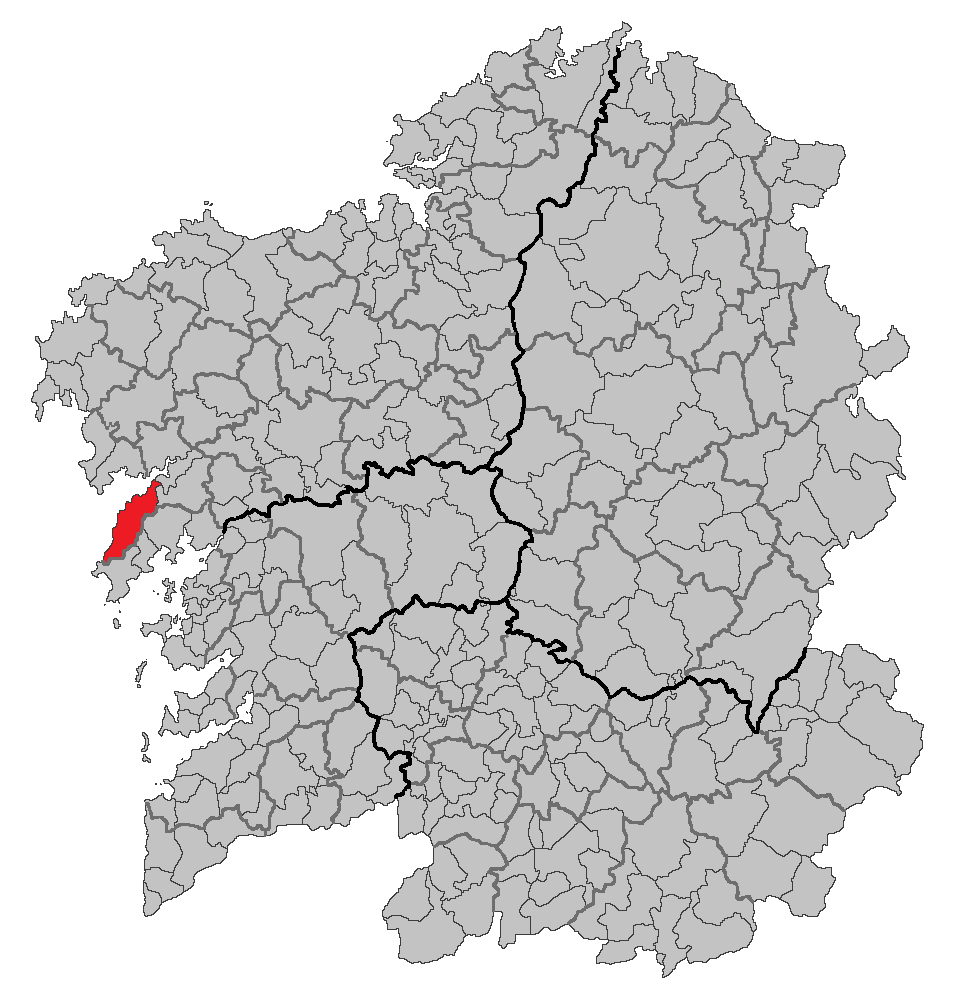
Розташування муніципалітету
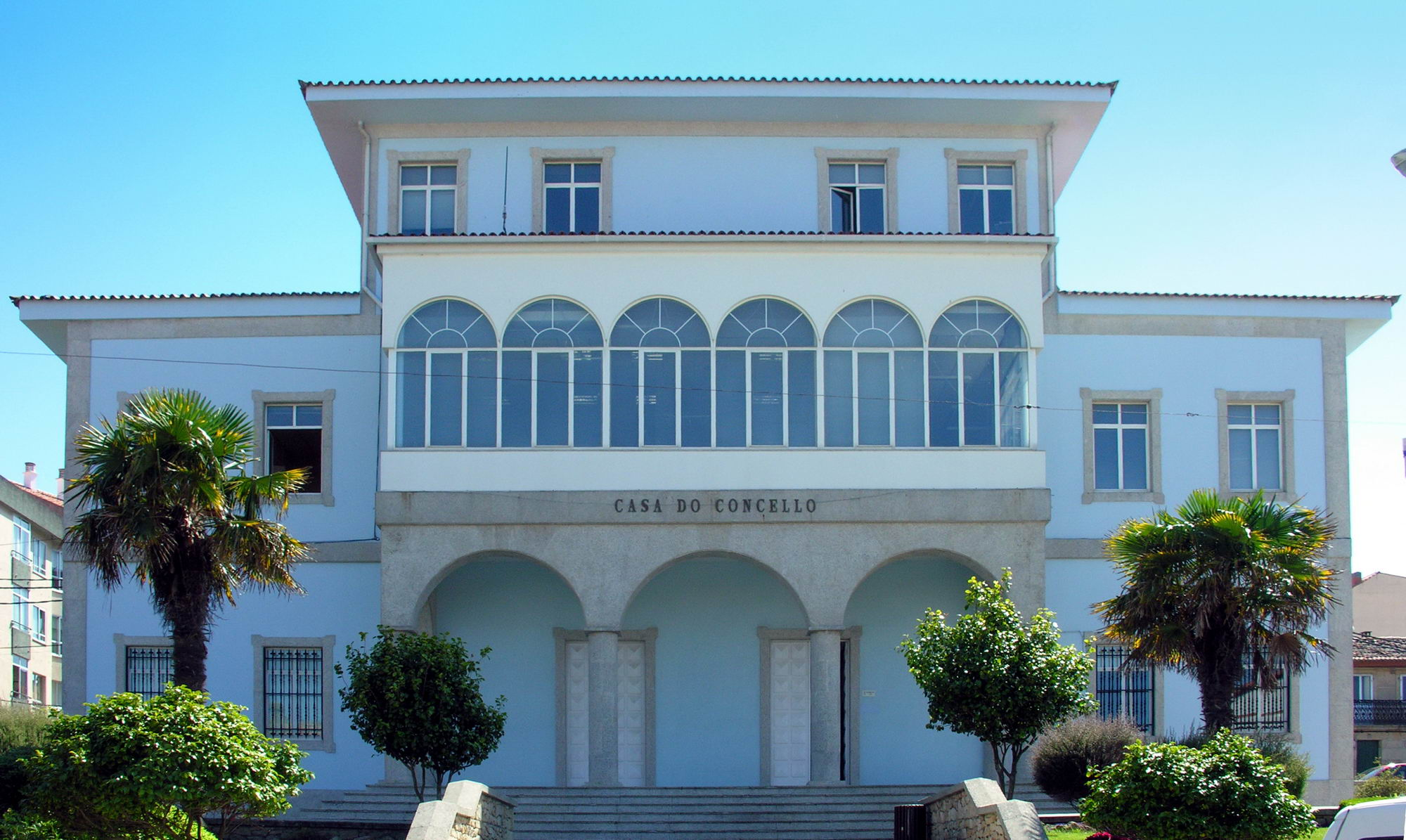
Муніципальна рада